# Café – Wo das Leben sich trifft
Café – Wo das Leben sich trifft (Originaltitel: Café) ist ein US-amerikanisches Filmdrama von Marc Erlbaum aus dem Jahr 2010.

## Handlung
In einem Café in Philadelphia gehen alltägliche und wundersame Dinge vor sich. Der Theker Todd möchte unbedingt die Thekerin Claire für sich gewinnen und schafft es auch. Ein still im Hintergrund beobachtender Schriftsteller entpuppt sich als Besitzer des Cafés. Eine Sozialarbeiterin hat zwei unterschiedliche Bewerber für eine Stelle und stellt letztlich beide ein. Der Computerfreak Craig begegnet Gott in Form des Mädchens Elly. Als ein Drogendealer seiner Verhaftung mit seiner Pistole entgegenwirken will, wird er mitsamt seiner schwangeren Freundin niedergeschossen. Auch die Thekerin Claire wurde zuvor getötet und ihr Mörder Tommy tötete sich selbst.
Da das Mädchen Elly beeindruckt ist von Craigs Opferbereitschaft, lässt sie alle Getöteten wieder auferstehen.

## Kritik
Die Webseite Kino.de beschreibt den Film so: „Pendelt zwischen milieugerechter Studenten-Altmaneske und abgehobenem Mystery-Rätsel, sogar ein religiöses Gleichnis liest mancher hier heraus.“